# Яркко Варвіо
Яркко Варвіо (фін. Jarkko Varvio; 28 квітня 1972, м. Тампере, Фінляндія) — фінський хокеїст, правий нападник.
Вихованець хокейної школи «Ільвес» (Тампере). Виступав за «Ільвес» (Тампере), ГПК Гямеенлінна, «Даллас Старс», «Каламазу Вінгс» (ІХЛ), «Лукко» (Раума), «Таппара» (Тампере), ГВ-71 (Єнчопінг), АІК (Стокгольм), «Рапперсвіль», ТПС (Турку), РЕВ «Бремергавен», «Фіштаун Пінгвінс», ЕВ «Равенсбург». 
У чемпіонатах Фінляндії — 324 матчі (128 голів, 92 передачі), у плей-оф — 33 матчі (8 голів, 4 передачі). У чемпіонатах НХЛ — 13 матчів (3 голи, 4 передачі). У чемпіонатах Швеції — 66 матчів (22 голи, 20 передачі). У чемпіонатах Швейцарії — 12 матчів (7 голів, 6 передач).
У складі національної збірної Фінляндії учасник чемпіонатів світу 1992, 1993 і 1997 (13 матчів, 3 голи). У складі молодіжної збірної Фінляндії учасник чемпіонатів світу 1991 і 1992. У складі юніорської збірної Фінляндії учасник чемпіонату світу 1990.
Досягнення
- Срібний призер чемпіонату світу (1992)
- Чемпіон Фінляндії (2001), срібний призер (1990, 1993), бронзовий призер (1996)